# Ayoub Lakhal
Ayoub Lakhal (ur. 7 lipca 1996) – marokański piłkarz, grający na pozycji prawego napastnika. W sezonie 2021/2022 zawodnik Maghrebu Fez. 

## Kariera klubowa

### Olympique Khouribga (2016–2018)
Zaczynał karierę w Olympique Khouribga. W tym zespole zadebiutował 9 października w meczu przeciwko Chababowi Rif Al Hoceima, wygranym 1:4, grając 14 minut. Łącznie zagrał dwa mecze.

### Moghreb Tétouan (2018–2021)
24 lipca 2018 roku trafił do Moghrebu Tétouan. W tym klubie zadebiutował 26 sierpnia w meczu przeciwko Olympique Khouribga, przegranym 2:1. Zagrał cały mecz. Pierwszego gola strzelił 22 września w meczu przeciwko Ittihadowi Tanger, zremisowanym 1:1. Do siatki trafił w 69. minucie. Pierwszą asystę zaliczył 26 października w meczu przeciwko Renaissance Berkane, wygranym 1:0. Asystował przy golu w 77. minucie. Łącznie zagrał 53 mecze, strzelił 12 goli i zanotował 5 asyst.

### Maghreb Fez (2021–)
5 lutego 2021 roku został zawodnikiem Maghrebu Fez. W tym zespole zadebiutował 14 lutego w meczu przeciwko OC Safi, zremisowanym 1:1. Zagrał 68 minut. Łącznie do 11 lutego 2022 roku zagrał 17 meczów.

## Życie prywatne
Ma brata Yassine'a, także piłkarza.